# 와우산로
와우산로(臥牛山路)는 서울특별시 마포구 상수동 한강상수 나들목과 동교동 창천삼거리를 잇는 보조 간선급 도로로 총 연장은 1.8km이다. 이 도로가 통과하는 홍대 인근에 위치한 와우산에서 도로명이 유래하였다.

## 경유지
서울특별시
- 마포구

## 노선
한강상수 나들목 - 상수역 - 홍대클럽거리 삼거리 - 홍익대학교 - 와우교 - 창천삼거리

## 연결 도로
- 강변북로(한강상수 나들목)
- 독막로(상수역)
- 잔다리로(홍대클럽거리 삼거리)
- 홍익로(홍익대학교 앞)
- 신촌로(창천삼거리)